# Cédon
Le Cédon est un ruisseau du sud de la France, dans la région Occitanie, dans le département du Gers, affluent du Gers (rive gauche), et donc sous-affluent de la Garonne.

## Géographie
De 18,6 km de longueur, le Cédon prend sa source sur la commune de Lourties-Monbrun. Il se jette dans le Gers à Pavie

## Département et communes traversés
Dans le seul département du Gers, il traverse 8 communes:
Labarthe, Clermont-Pouyguillès, Lourties-Monbrun, Lasseube-Propre, Seissan, Ornézan, Durban, Pavie

## Affluents
Le Cédon compte onze courts affluents répertoriés par le Sandre.